# Francisco Bonilla Martí
Francisco Bonilla Martí (Navajas, provincia de Castellón, 1 de septiembre de 1911-Valencia, 16 de marzo de 1994) fue un  obstetra y ginecólogo español, fundador de la Escuela Valenciana de Obstetricia y Ginecología, catedrático por la Universidad de Valencia y presidente de la Sociedad española de obstetricia y ginecología (SEGO).

## Biografía
Formado por los padres jesuitas de Valencia, a los 15 años comenzó los estudios de medicina, por consejo de su tío, el doctor y catedrático Miguel Martí Pastor. Se licenció por la Universidad de Valencia, obteniendo el premio extraordinario. En 1934 marchó a Madrid, donde, bajo la dirección del profesor Gregorio Marañón, se doctoró por esta Universidad con la tesis La acción del ovario sobre el metabolismo de los hidratos de carbono. Posteriormente se especializó en ginecología por la Clínica Universitaria de Fráncfort (Alemania), donde se centró en el estudio de la posible influencia del tiroides en la etiología de la eclampsia. Durante estos años publicó en la revista alemana Monatschrift. 
Fue el segundo eslabón de una saga de ginecólogos que inició, en 1918, su tío, el profesor Miguel Martí Pastor (1876-1952), sucesor en su cátedra de Francisco de Paula Campá, y fundador, junto con el doctor Manuel Candela, de la tocoginecología valenciana en la segunda mitad del siglo XIX. 
Francisco Bonilla contrajo matrimonio con la aristócrata María Dolores Musoles Barber, hija del V Barón de Campo-Olivar. Tuvieron cuatro hijos, de los cuales ha seguido sus pasos en el ejercicio de la profesión el doctor Fernando Bonilla.También su sobrino, el doctor Francisco Ugalde Bonilla, y su nieto, el doctor Francisco Bonilla Bartret.
Al finalizar la Guerra Civil, regresó a España y se incorporó a la Universidad de Valencia como profesor. En 1941 fue nombrado, por oposición, director de la Maternidad Provincial de Albacete. Su gestión fue un éxito. Realizó una importante labor de atención y de modernización de la institución. Ello le valió el que la ciudad de Albacete le dedicara una calle con el nombre de Doctor Bonilla. 
Desde 1948 fue catedrático de Ginecología de la Facultad de Medicina de la Universidad de Valencia. Allí alcanzó gran prestigio profesional por su labor, tanto docente como clínica, desarrollada principalmente en la Universidad y Hospital Clínico y la maternidad provincial de Valencia. Tras su incorporación a la cátedra, y a la jefatura del servicio de obstetricia y ginecología, Francisco Bonilla apostó por el trabajo en equipo. Organizó el servicio en secciones, dirigidas por expertos con una clara vocación interdisciplinaria. Su especial capacidad de organización y liderazgo logró la definición de una estructura que se ha mantenido hasta la actualidad. 
En materia de citogenética, tan sólo ocho años después del conocimiento preciso del cariotipo humano, el grupo encabezado por Francisco Bonilla presentó en el IV Congreso Nacional de Ginecólogos españoles, celebrado en San Felíu de Guixols, en 1964, un documento titulado Cromosomas en ginecología, fundamental para el estudio de la citogenética en España. Para el desarrollo de los estudios en este campo, Bonilla Martí contó con la colaboración de Gerónimo Forteza y de Rafael Báguena Candela.
En materia de endocrinología, impulsó una importante labor de investigación sobre la técnica de laboratorio para el estudio de la hormona de metabolitos en la orina. 
Se jubiló en 1978. Fue preceptor de una generación de médicos españoles repartidos por la geografía nacional a lo largo de cincuenta años. Alguno de sus instrumentos de trabajo se encuentran expuestos en la actualidad en el Museo Historicomédico de la Universidad de Valencia, junto a los de otros relevantes profesionales de la tocoginecología como Francisco de Paula Campá y Manuel Candela. En su memoria, la Sociedad Española de Ginecología y Obstetricia, SEGO, de la que fue presidente, concede unos premios que llevan su nombre.

### Legado
La figura de Francisco Bonilla Martí ha tenido una especial relevancia en la ginecología española. Fue un maestro de profesionales de la medicina, encargado de la formación de una generación de ginecólogos españoles.
A lo largo de sus más de treinta años de carrera, y fundamentalmente desde 1948, impulsó una frenética actividad investigadora, formando en Valencia un equipo de profesionales que abordó varios frentes científicos e introdujo nuevas ideas. Su labor cimentó el prestigio de la Escuela valenciana de ginecología, convertida hoy en una de las más importantes del mundo.

## Obra
- Bonilla Martí, Francisco (1935). Acción del ovario sobre el metabolismo de los hidratos de carbono : tesis doctoral. Precede al tit: Instituto de Patología Médica, profesor Marañon. [S.l. : s.n.], imp. 1935 (Valencia : Gráficas reunidas). p. 67.
- Bonilla Martí, Francisco (1950). Prurito vulvar. Barcelona [etc.] : Editorial Científico-Médica. p. 127.
- Bonilla Martí, Francisco (1952). Patología de las gonadotrofinas en obstetricia :ponencia oficial al IV Congreso Luso-Hispano de Obstetricia y Ginecología, Oporto, 1952. Madrid : Ibys. p. 77.
- Bonilla Martí, Francisco; Salvatierra Mateu, Vicente; Galbis Pascual, Manuel. Con la colaboración de I. Martí Alvarez-Ossorio, L. Alfaro Martínez, V. Zaragozá Orts (1952). Problemas fundamentales de la práctica obstétrica. Valencia: Facta. p. 454.
- Bonilla Martí, Francisco; Mata de la Campa, M. (1958). La isoinmunización y el aborto habitual. Separata de: Medicina Española, n.º 235 Octubre de 1958. Valencia : Facta. p. 8.
- Bonilla Martí, Francisco (1964). Los factores anatómicos de la interrupción espontanea y habitual de la gravidez. Separata : Revista clínica do instituto maternal, V. XV--n 56/57, Lisboa --1964. Lisboa : [s. n. ]. p. 95.
- Bonilla Martí, Francisco. Roentgenoterapia funcional ginecológica.
- Bonilla Martí, Francisco; Martí Mateu, José. El frontispicio de la maternidad de Chicago / discurso de recepción del académico electo Francisco Bonilla Marti ; discurso de contestación del académico numerario Jose Marti Mateu. Precede al tit: Real Academia de Medicina de Valencia. Editorial: Valencia : [s.n.], 1958. p. 115.
- Bonilla Martí, Francisco; Salvatierra Mateu, Vicente; Torres, Antonio.  Valencia : Universidad de Valencia, Facultad de Medicina, ed. Eliminación de gonadotrofina corionica en embarazadas con antecedentes de aborto habitual. Colección: Cátedra de Obstetricia y Ginecología de la Facultad de Medicina de Valencia. pp. 205-212.
- Bonilla Martí, Francisco; Salvatierra Mateu, Vicente.  Valencia : Universidad de Valencia, Facultad de Medicina, ed. Estudio de conjunto de 143 casos de aborto habitual e infertilidad relativa. Colección: Cátedra de Obstetricia y Ginecología de la Facultad de Medicina de Valencia. pp. 161-166.
- Bonilla Martí, Francisco; Salvatierra Mateu, Vicente.  Valencia : Universidad de Valencia, Facultad de Medicina, ed. Factor uterino en el aborto habitual. Colección: Cátedra de Obstetricia y Ginecología de la Facultad de Medicina de Valencia. pp. 97-116.